# Xã Denhoff, Quận Sheridan, Bắc Dakota
Xã Denhoff (tiếng Anh: Denhoff Township) là một xã thuộc quận Sheridan, tiểu bang Bắc Dakota, Hoa Kỳ. Năm 2010, dân số của xã này là 31 người.